# Каликс (община)
Община Каликс (на шведски: Kalix kommun) е разположена в лен Норботен, северна Швеция с обща площ 1911 km2 и население 16 387 души (към 31 декември 2013). Административен център на община Каликс е едноименния град Каликс.